# Безсмертна польська партія
Безсмертна польська партія (пол. Polska partia nieśmiertelna) — назва, що з легкої руки Ксавери Тартаковера закріпилася в шаховій літературі за шаховою партією Ґлюксберґ — М. Найдорф, яку зіграли 1930 року у Варшаві. Названа так за аналогією із «безсмертною партією» зі середини XIX століття. У «безсмертній польській партії» майбутній гросмейстер Мечислав Найдорф пожертвував усі чотири легкі фігури, заманив короля суперника до центру шахівниці й заматував пішаком.
Партію, радше за все, зіграли в січні 1930 року в турнірі II категорії Варшавського товариства любителів шахової гри.
Деякі джерела подають партію як зіграну 1928 чи 1935 року, а прізвище суперника Найдорфа пишуть Ґліксберґ (так надруковано, наприклад, в одній із перших згадок про партію в газеті «Варшавський кур'єр» 1930 року). Серед причин може бути те, що в польській мові ü зазвичай читається як і, а 1929 року в Лодзі Найдорф дійсно грав із Ґліксберґом. Дата 1935 з'явлася, ймовірно, завдяки Ксавери Тартаковерові, авторові назви «безсмертна польська партія», який 1935 року надрукував партію Ґлюксберґ — Найдорф у «Wiener Schachzeitung» із текстом «Gespielt in einem Turnier zu Warschau 1935» (нім. Зіграна на турнірі у Варшаві 1935 року).

## Партія з коментарями
Ґлюксберґ — М. Найдорф, Варшава 1930
(Голландський захист A85)
Коментарі М. Найдорфа:
1. d4 f5 2. c4 Кf6 3. Кc3 e6 4. Кf3 d5 5. e3 c6 6. Сd3 Сd6 7. 0-0 0-0 8. Кe2
Логічніше було 8. b3 і потім Сb2.
8…Кbd7 9. Кg5
Ризикований хід; білі хочуть зіграти f2-f4, закривши слона. Мій опонент близько пів години думав над цим ходом і прорахував усе на кілька ходів наперед. Але я бачив на один хід далі.
9…С:h2+! 10. Крh1 Кg4 11. f4 Фe8 12. g3 Фh5 13. Крg2 (див. діаграму)
|   | a | b | c | d | e | f | g | h |   |
| 8 | a8 чорна тура · c8 чорний слон · f8 чорна тура · g8 чорний король · a7 чорний пішак · b7 чорний пішак · d7 чорний кінь · g7 чорний пішак · h7 чорний пішак · c6 чорний пішак · e6 чорний пішак · d5 чорний пішак · f5 чорний пішак · g5 білий кінь · h5 чорний ферзь · c4 білий пішак · d4 білий пішак · f4 білий пішак · g4 чорний кінь · d3 білий слон · e3 білий пішак · g3 білий пішак · a2 білий пішак · b2 білий пішак · e2 білий кінь · g2 білий король · h2 чорний слон · a1 біла тура · c1 білий слон · d1 білий ферзь · f1 біла тура | a8 чорна тура · c8 чорний слон · f8 чорна тура · g8 чорний король · a7 чорний пішак · b7 чорний пішак · d7 чорний кінь · g7 чорний пішак · h7 чорний пішак · c6 чорний пішак · e6 чорний пішак · d5 чорний пішак · f5 чорний пішак · g5 білий кінь · h5 чорний ферзь · c4 білий пішак · d4 білий пішак · f4 білий пішак · g4 чорний кінь · d3 білий слон · e3 білий пішак · g3 білий пішак · a2 білий пішак · b2 білий пішак · e2 білий кінь · g2 білий король · h2 чорний слон · a1 біла тура · c1 білий слон · d1 білий ферзь · f1 біла тура | a8 чорна тура · c8 чорний слон · f8 чорна тура · g8 чорний король · a7 чорний пішак · b7 чорний пішак · d7 чорний кінь · g7 чорний пішак · h7 чорний пішак · c6 чорний пішак · e6 чорний пішак · d5 чорний пішак · f5 чорний пішак · g5 білий кінь · h5 чорний ферзь · c4 білий пішак · d4 білий пішак · f4 білий пішак · g4 чорний кінь · d3 білий слон · e3 білий пішак · g3 білий пішак · a2 білий пішак · b2 білий пішак · e2 білий кінь · g2 білий король · h2 чорний слон · a1 біла тура · c1 білий слон · d1 білий ферзь · f1 біла тура | a8 чорна тура · c8 чорний слон · f8 чорна тура · g8 чорний король · a7 чорний пішак · b7 чорний пішак · d7 чорний кінь · g7 чорний пішак · h7 чорний пішак · c6 чорний пішак · e6 чорний пішак · d5 чорний пішак · f5 чорний пішак · g5 білий кінь · h5 чорний ферзь · c4 білий пішак · d4 білий пішак · f4 білий пішак · g4 чорний кінь · d3 білий слон · e3 білий пішак · g3 білий пішак · a2 білий пішак · b2 білий пішак · e2 білий кінь · g2 білий король · h2 чорний слон · a1 біла тура · c1 білий слон · d1 білий ферзь · f1 біла тура | a8 чорна тура · c8 чорний слон · f8 чорна тура · g8 чорний король · a7 чорний пішак · b7 чорний пішак · d7 чорний кінь · g7 чорний пішак · h7 чорний пішак · c6 чорний пішак · e6 чорний пішак · d5 чорний пішак · f5 чорний пішак · g5 білий кінь · h5 чорний ферзь · c4 білий пішак · d4 білий пішак · f4 білий пішак · g4 чорний кінь · d3 білий слон · e3 білий пішак · g3 білий пішак · a2 білий пішак · b2 білий пішак · e2 білий кінь · g2 білий король · h2 чорний слон · a1 біла тура · c1 білий слон · d1 білий ферзь · f1 біла тура | a8 чорна тура · c8 чорний слон · f8 чорна тура · g8 чорний король · a7 чорний пішак · b7 чорний пішак · d7 чорний кінь · g7 чорний пішак · h7 чорний пішак · c6 чорний пішак · e6 чорний пішак · d5 чорний пішак · f5 чорний пішак · g5 білий кінь · h5 чорний ферзь · c4 білий пішак · d4 білий пішак · f4 білий пішак · g4 чорний кінь · d3 білий слон · e3 білий пішак · g3 білий пішак · a2 білий пішак · b2 білий пішак · e2 білий кінь · g2 білий король · h2 чорний слон · a1 біла тура · c1 білий слон · d1 білий ферзь · f1 біла тура | a8 чорна тура · c8 чорний слон · f8 чорна тура · g8 чорний король · a7 чорний пішак · b7 чорний пішак · d7 чорний кінь · g7 чорний пішак · h7 чорний пішак · c6 чорний пішак · e6 чорний пішак · d5 чорний пішак · f5 чорний пішак · g5 білий кінь · h5 чорний ферзь · c4 білий пішак · d4 білий пішак · f4 білий пішак · g4 чорний кінь · d3 білий слон · e3 білий пішак · g3 білий пішак · a2 білий пішак · b2 білий пішак · e2 білий кінь · g2 білий король · h2 чорний слон · a1 біла тура · c1 білий слон · d1 білий ферзь · f1 біла тура | a8 чорна тура · c8 чорний слон · f8 чорна тура · g8 чорний король · a7 чорний пішак · b7 чорний пішак · d7 чорний кінь · g7 чорний пішак · h7 чорний пішак · c6 чорний пішак · e6 чорний пішак · d5 чорний пішак · f5 чорний пішак · g5 білий кінь · h5 чорний ферзь · c4 білий пішак · d4 білий пішак · f4 білий пішак · g4 чорний кінь · d3 білий слон · e3 білий пішак · g3 білий пішак · a2 білий пішак · b2 білий пішак · e2 білий кінь · g2 білий король · h2 чорний слон · a1 біла тура · c1 білий слон · d1 білий ферзь · f1 біла тура | 8 |
| 7 | a8 чорна тура · c8 чорний слон · f8 чорна тура · g8 чорний король · a7 чорний пішак · b7 чорний пішак · d7 чорний кінь · g7 чорний пішак · h7 чорний пішак · c6 чорний пішак · e6 чорний пішак · d5 чорний пішак · f5 чорний пішак · g5 білий кінь · h5 чорний ферзь · c4 білий пішак · d4 білий пішак · f4 білий пішак · g4 чорний кінь · d3 білий слон · e3 білий пішак · g3 білий пішак · a2 білий пішак · b2 білий пішак · e2 білий кінь · g2 білий король · h2 чорний слон · a1 біла тура · c1 білий слон · d1 білий ферзь · f1 біла тура | a8 чорна тура · c8 чорний слон · f8 чорна тура · g8 чорний король · a7 чорний пішак · b7 чорний пішак · d7 чорний кінь · g7 чорний пішак · h7 чорний пішак · c6 чорний пішак · e6 чорний пішак · d5 чорний пішак · f5 чорний пішак · g5 білий кінь · h5 чорний ферзь · c4 білий пішак · d4 білий пішак · f4 білий пішак · g4 чорний кінь · d3 білий слон · e3 білий пішак · g3 білий пішак · a2 білий пішак · b2 білий пішак · e2 білий кінь · g2 білий король · h2 чорний слон · a1 біла тура · c1 білий слон · d1 білий ферзь · f1 біла тура | a8 чорна тура · c8 чорний слон · f8 чорна тура · g8 чорний король · a7 чорний пішак · b7 чорний пішак · d7 чорний кінь · g7 чорний пішак · h7 чорний пішак · c6 чорний пішак · e6 чорний пішак · d5 чорний пішак · f5 чорний пішак · g5 білий кінь · h5 чорний ферзь · c4 білий пішак · d4 білий пішак · f4 білий пішак · g4 чорний кінь · d3 білий слон · e3 білий пішак · g3 білий пішак · a2 білий пішак · b2 білий пішак · e2 білий кінь · g2 білий король · h2 чорний слон · a1 біла тура · c1 білий слон · d1 білий ферзь · f1 біла тура | a8 чорна тура · c8 чорний слон · f8 чорна тура · g8 чорний король · a7 чорний пішак · b7 чорний пішак · d7 чорний кінь · g7 чорний пішак · h7 чорний пішак · c6 чорний пішак · e6 чорний пішак · d5 чорний пішак · f5 чорний пішак · g5 білий кінь · h5 чорний ферзь · c4 білий пішак · d4 білий пішак · f4 білий пішак · g4 чорний кінь · d3 білий слон · e3 білий пішак · g3 білий пішак · a2 білий пішак · b2 білий пішак · e2 білий кінь · g2 білий король · h2 чорний слон · a1 біла тура · c1 білий слон · d1 білий ферзь · f1 біла тура | a8 чорна тура · c8 чорний слон · f8 чорна тура · g8 чорний король · a7 чорний пішак · b7 чорний пішак · d7 чорний кінь · g7 чорний пішак · h7 чорний пішак · c6 чорний пішак · e6 чорний пішак · d5 чорний пішак · f5 чорний пішак · g5 білий кінь · h5 чорний ферзь · c4 білий пішак · d4 білий пішак · f4 білий пішак · g4 чорний кінь · d3 білий слон · e3 білий пішак · g3 білий пішак · a2 білий пішак · b2 білий пішак · e2 білий кінь · g2 білий король · h2 чорний слон · a1 біла тура · c1 білий слон · d1 білий ферзь · f1 біла тура | a8 чорна тура · c8 чорний слон · f8 чорна тура · g8 чорний король · a7 чорний пішак · b7 чорний пішак · d7 чорний кінь · g7 чорний пішак · h7 чорний пішак · c6 чорний пішак · e6 чорний пішак · d5 чорний пішак · f5 чорний пішак · g5 білий кінь · h5 чорний ферзь · c4 білий пішак · d4 білий пішак · f4 білий пішак · g4 чорний кінь · d3 білий слон · e3 білий пішак · g3 білий пішак · a2 білий пішак · b2 білий пішак · e2 білий кінь · g2 білий король · h2 чорний слон · a1 біла тура · c1 білий слон · d1 білий ферзь · f1 біла тура | a8 чорна тура · c8 чорний слон · f8 чорна тура · g8 чорний король · a7 чорний пішак · b7 чорний пішак · d7 чорний кінь · g7 чорний пішак · h7 чорний пішак · c6 чорний пішак · e6 чорний пішак · d5 чорний пішак · f5 чорний пішак · g5 білий кінь · h5 чорний ферзь · c4 білий пішак · d4 білий пішак · f4 білий пішак · g4 чорний кінь · d3 білий слон · e3 білий пішак · g3 білий пішак · a2 білий пішак · b2 білий пішак · e2 білий кінь · g2 білий король · h2 чорний слон · a1 біла тура · c1 білий слон · d1 білий ферзь · f1 біла тура | a8 чорна тура · c8 чорний слон · f8 чорна тура · g8 чорний король · a7 чорний пішак · b7 чорний пішак · d7 чорний кінь · g7 чорний пішак · h7 чорний пішак · c6 чорний пішак · e6 чорний пішак · d5 чорний пішак · f5 чорний пішак · g5 білий кінь · h5 чорний ферзь · c4 білий пішак · d4 білий пішак · f4 білий пішак · g4 чорний кінь · d3 білий слон · e3 білий пішак · g3 білий пішак · a2 білий пішак · b2 білий пішак · e2 білий кінь · g2 білий король · h2 чорний слон · a1 біла тура · c1 білий слон · d1 білий ферзь · f1 біла тура | 7 |
| 6 | a8 чорна тура · c8 чорний слон · f8 чорна тура · g8 чорний король · a7 чорний пішак · b7 чорний пішак · d7 чорний кінь · g7 чорний пішак · h7 чорний пішак · c6 чорний пішак · e6 чорний пішак · d5 чорний пішак · f5 чорний пішак · g5 білий кінь · h5 чорний ферзь · c4 білий пішак · d4 білий пішак · f4 білий пішак · g4 чорний кінь · d3 білий слон · e3 білий пішак · g3 білий пішак · a2 білий пішак · b2 білий пішак · e2 білий кінь · g2 білий король · h2 чорний слон · a1 біла тура · c1 білий слон · d1 білий ферзь · f1 біла тура | a8 чорна тура · c8 чорний слон · f8 чорна тура · g8 чорний король · a7 чорний пішак · b7 чорний пішак · d7 чорний кінь · g7 чорний пішак · h7 чорний пішак · c6 чорний пішак · e6 чорний пішак · d5 чорний пішак · f5 чорний пішак · g5 білий кінь · h5 чорний ферзь · c4 білий пішак · d4 білий пішак · f4 білий пішак · g4 чорний кінь · d3 білий слон · e3 білий пішак · g3 білий пішак · a2 білий пішак · b2 білий пішак · e2 білий кінь · g2 білий король · h2 чорний слон · a1 біла тура · c1 білий слон · d1 білий ферзь · f1 біла тура | a8 чорна тура · c8 чорний слон · f8 чорна тура · g8 чорний король · a7 чорний пішак · b7 чорний пішак · d7 чорний кінь · g7 чорний пішак · h7 чорний пішак · c6 чорний пішак · e6 чорний пішак · d5 чорний пішак · f5 чорний пішак · g5 білий кінь · h5 чорний ферзь · c4 білий пішак · d4 білий пішак · f4 білий пішак · g4 чорний кінь · d3 білий слон · e3 білий пішак · g3 білий пішак · a2 білий пішак · b2 білий пішак · e2 білий кінь · g2 білий король · h2 чорний слон · a1 біла тура · c1 білий слон · d1 білий ферзь · f1 біла тура | a8 чорна тура · c8 чорний слон · f8 чорна тура · g8 чорний король · a7 чорний пішак · b7 чорний пішак · d7 чорний кінь · g7 чорний пішак · h7 чорний пішак · c6 чорний пішак · e6 чорний пішак · d5 чорний пішак · f5 чорний пішак · g5 білий кінь · h5 чорний ферзь · c4 білий пішак · d4 білий пішак · f4 білий пішак · g4 чорний кінь · d3 білий слон · e3 білий пішак · g3 білий пішак · a2 білий пішак · b2 білий пішак · e2 білий кінь · g2 білий король · h2 чорний слон · a1 біла тура · c1 білий слон · d1 білий ферзь · f1 біла тура | a8 чорна тура · c8 чорний слон · f8 чорна тура · g8 чорний король · a7 чорний пішак · b7 чорний пішак · d7 чорний кінь · g7 чорний пішак · h7 чорний пішак · c6 чорний пішак · e6 чорний пішак · d5 чорний пішак · f5 чорний пішак · g5 білий кінь · h5 чорний ферзь · c4 білий пішак · d4 білий пішак · f4 білий пішак · g4 чорний кінь · d3 білий слон · e3 білий пішак · g3 білий пішак · a2 білий пішак · b2 білий пішак · e2 білий кінь · g2 білий король · h2 чорний слон · a1 біла тура · c1 білий слон · d1 білий ферзь · f1 біла тура | a8 чорна тура · c8 чорний слон · f8 чорна тура · g8 чорний король · a7 чорний пішак · b7 чорний пішак · d7 чорний кінь · g7 чорний пішак · h7 чорний пішак · c6 чорний пішак · e6 чорний пішак · d5 чорний пішак · f5 чорний пішак · g5 білий кінь · h5 чорний ферзь · c4 білий пішак · d4 білий пішак · f4 білий пішак · g4 чорний кінь · d3 білий слон · e3 білий пішак · g3 білий пішак · a2 білий пішак · b2 білий пішак · e2 білий кінь · g2 білий король · h2 чорний слон · a1 біла тура · c1 білий слон · d1 білий ферзь · f1 біла тура | a8 чорна тура · c8 чорний слон · f8 чорна тура · g8 чорний король · a7 чорний пішак · b7 чорний пішак · d7 чорний кінь · g7 чорний пішак · h7 чорний пішак · c6 чорний пішак · e6 чорний пішак · d5 чорний пішак · f5 чорний пішак · g5 білий кінь · h5 чорний ферзь · c4 білий пішак · d4 білий пішак · f4 білий пішак · g4 чорний кінь · d3 білий слон · e3 білий пішак · g3 білий пішак · a2 білий пішак · b2 білий пішак · e2 білий кінь · g2 білий король · h2 чорний слон · a1 біла тура · c1 білий слон · d1 білий ферзь · f1 біла тура | a8 чорна тура · c8 чорний слон · f8 чорна тура · g8 чорний король · a7 чорний пішак · b7 чорний пішак · d7 чорний кінь · g7 чорний пішак · h7 чорний пішак · c6 чорний пішак · e6 чорний пішак · d5 чорний пішак · f5 чорний пішак · g5 білий кінь · h5 чорний ферзь · c4 білий пішак · d4 білий пішак · f4 білий пішак · g4 чорний кінь · d3 білий слон · e3 білий пішак · g3 білий пішак · a2 білий пішак · b2 білий пішак · e2 білий кінь · g2 білий король · h2 чорний слон · a1 біла тура · c1 білий слон · d1 білий ферзь · f1 біла тура | 6 |
| 5 | a8 чорна тура · c8 чорний слон · f8 чорна тура · g8 чорний король · a7 чорний пішак · b7 чорний пішак · d7 чорний кінь · g7 чорний пішак · h7 чорний пішак · c6 чорний пішак · e6 чорний пішак · d5 чорний пішак · f5 чорний пішак · g5 білий кінь · h5 чорний ферзь · c4 білий пішак · d4 білий пішак · f4 білий пішак · g4 чорний кінь · d3 білий слон · e3 білий пішак · g3 білий пішак · a2 білий пішак · b2 білий пішак · e2 білий кінь · g2 білий король · h2 чорний слон · a1 біла тура · c1 білий слон · d1 білий ферзь · f1 біла тура | a8 чорна тура · c8 чорний слон · f8 чорна тура · g8 чорний король · a7 чорний пішак · b7 чорний пішак · d7 чорний кінь · g7 чорний пішак · h7 чорний пішак · c6 чорний пішак · e6 чорний пішак · d5 чорний пішак · f5 чорний пішак · g5 білий кінь · h5 чорний ферзь · c4 білий пішак · d4 білий пішак · f4 білий пішак · g4 чорний кінь · d3 білий слон · e3 білий пішак · g3 білий пішак · a2 білий пішак · b2 білий пішак · e2 білий кінь · g2 білий король · h2 чорний слон · a1 біла тура · c1 білий слон · d1 білий ферзь · f1 біла тура | a8 чорна тура · c8 чорний слон · f8 чорна тура · g8 чорний король · a7 чорний пішак · b7 чорний пішак · d7 чорний кінь · g7 чорний пішак · h7 чорний пішак · c6 чорний пішак · e6 чорний пішак · d5 чорний пішак · f5 чорний пішак · g5 білий кінь · h5 чорний ферзь · c4 білий пішак · d4 білий пішак · f4 білий пішак · g4 чорний кінь · d3 білий слон · e3 білий пішак · g3 білий пішак · a2 білий пішак · b2 білий пішак · e2 білий кінь · g2 білий король · h2 чорний слон · a1 біла тура · c1 білий слон · d1 білий ферзь · f1 біла тура | a8 чорна тура · c8 чорний слон · f8 чорна тура · g8 чорний король · a7 чорний пішак · b7 чорний пішак · d7 чорний кінь · g7 чорний пішак · h7 чорний пішак · c6 чорний пішак · e6 чорний пішак · d5 чорний пішак · f5 чорний пішак · g5 білий кінь · h5 чорний ферзь · c4 білий пішак · d4 білий пішак · f4 білий пішак · g4 чорний кінь · d3 білий слон · e3 білий пішак · g3 білий пішак · a2 білий пішак · b2 білий пішак · e2 білий кінь · g2 білий король · h2 чорний слон · a1 біла тура · c1 білий слон · d1 білий ферзь · f1 біла тура | a8 чорна тура · c8 чорний слон · f8 чорна тура · g8 чорний король · a7 чорний пішак · b7 чорний пішак · d7 чорний кінь · g7 чорний пішак · h7 чорний пішак · c6 чорний пішак · e6 чорний пішак · d5 чорний пішак · f5 чорний пішак · g5 білий кінь · h5 чорний ферзь · c4 білий пішак · d4 білий пішак · f4 білий пішак · g4 чорний кінь · d3 білий слон · e3 білий пішак · g3 білий пішак · a2 білий пішак · b2 білий пішак · e2 білий кінь · g2 білий король · h2 чорний слон · a1 біла тура · c1 білий слон · d1 білий ферзь · f1 біла тура | a8 чорна тура · c8 чорний слон · f8 чорна тура · g8 чорний король · a7 чорний пішак · b7 чорний пішак · d7 чорний кінь · g7 чорний пішак · h7 чорний пішак · c6 чорний пішак · e6 чорний пішак · d5 чорний пішак · f5 чорний пішак · g5 білий кінь · h5 чорний ферзь · c4 білий пішак · d4 білий пішак · f4 білий пішак · g4 чорний кінь · d3 білий слон · e3 білий пішак · g3 білий пішак · a2 білий пішак · b2 білий пішак · e2 білий кінь · g2 білий король · h2 чорний слон · a1 біла тура · c1 білий слон · d1 білий ферзь · f1 біла тура | a8 чорна тура · c8 чорний слон · f8 чорна тура · g8 чорний король · a7 чорний пішак · b7 чорний пішак · d7 чорний кінь · g7 чорний пішак · h7 чорний пішак · c6 чорний пішак · e6 чорний пішак · d5 чорний пішак · f5 чорний пішак · g5 білий кінь · h5 чорний ферзь · c4 білий пішак · d4 білий пішак · f4 білий пішак · g4 чорний кінь · d3 білий слон · e3 білий пішак · g3 білий пішак · a2 білий пішак · b2 білий пішак · e2 білий кінь · g2 білий король · h2 чорний слон · a1 біла тура · c1 білий слон · d1 білий ферзь · f1 біла тура | a8 чорна тура · c8 чорний слон · f8 чорна тура · g8 чорний король · a7 чорний пішак · b7 чорний пішак · d7 чорний кінь · g7 чорний пішак · h7 чорний пішак · c6 чорний пішак · e6 чорний пішак · d5 чорний пішак · f5 чорний пішак · g5 білий кінь · h5 чорний ферзь · c4 білий пішак · d4 білий пішак · f4 білий пішак · g4 чорний кінь · d3 білий слон · e3 білий пішак · g3 білий пішак · a2 білий пішак · b2 білий пішак · e2 білий кінь · g2 білий король · h2 чорний слон · a1 біла тура · c1 білий слон · d1 білий ферзь · f1 біла тура | 5 |
| 4 | a8 чорна тура · c8 чорний слон · f8 чорна тура · g8 чорний король · a7 чорний пішак · b7 чорний пішак · d7 чорний кінь · g7 чорний пішак · h7 чорний пішак · c6 чорний пішак · e6 чорний пішак · d5 чорний пішак · f5 чорний пішак · g5 білий кінь · h5 чорний ферзь · c4 білий пішак · d4 білий пішак · f4 білий пішак · g4 чорний кінь · d3 білий слон · e3 білий пішак · g3 білий пішак · a2 білий пішак · b2 білий пішак · e2 білий кінь · g2 білий король · h2 чорний слон · a1 біла тура · c1 білий слон · d1 білий ферзь · f1 біла тура | a8 чорна тура · c8 чорний слон · f8 чорна тура · g8 чорний король · a7 чорний пішак · b7 чорний пішак · d7 чорний кінь · g7 чорний пішак · h7 чорний пішак · c6 чорний пішак · e6 чорний пішак · d5 чорний пішак · f5 чорний пішак · g5 білий кінь · h5 чорний ферзь · c4 білий пішак · d4 білий пішак · f4 білий пішак · g4 чорний кінь · d3 білий слон · e3 білий пішак · g3 білий пішак · a2 білий пішак · b2 білий пішак · e2 білий кінь · g2 білий король · h2 чорний слон · a1 біла тура · c1 білий слон · d1 білий ферзь · f1 біла тура | a8 чорна тура · c8 чорний слон · f8 чорна тура · g8 чорний король · a7 чорний пішак · b7 чорний пішак · d7 чорний кінь · g7 чорний пішак · h7 чорний пішак · c6 чорний пішак · e6 чорний пішак · d5 чорний пішак · f5 чорний пішак · g5 білий кінь · h5 чорний ферзь · c4 білий пішак · d4 білий пішак · f4 білий пішак · g4 чорний кінь · d3 білий слон · e3 білий пішак · g3 білий пішак · a2 білий пішак · b2 білий пішак · e2 білий кінь · g2 білий король · h2 чорний слон · a1 біла тура · c1 білий слон · d1 білий ферзь · f1 біла тура | a8 чорна тура · c8 чорний слон · f8 чорна тура · g8 чорний король · a7 чорний пішак · b7 чорний пішак · d7 чорний кінь · g7 чорний пішак · h7 чорний пішак · c6 чорний пішак · e6 чорний пішак · d5 чорний пішак · f5 чорний пішак · g5 білий кінь · h5 чорний ферзь · c4 білий пішак · d4 білий пішак · f4 білий пішак · g4 чорний кінь · d3 білий слон · e3 білий пішак · g3 білий пішак · a2 білий пішак · b2 білий пішак · e2 білий кінь · g2 білий король · h2 чорний слон · a1 біла тура · c1 білий слон · d1 білий ферзь · f1 біла тура | a8 чорна тура · c8 чорний слон · f8 чорна тура · g8 чорний король · a7 чорний пішак · b7 чорний пішак · d7 чорний кінь · g7 чорний пішак · h7 чорний пішак · c6 чорний пішак · e6 чорний пішак · d5 чорний пішак · f5 чорний пішак · g5 білий кінь · h5 чорний ферзь · c4 білий пішак · d4 білий пішак · f4 білий пішак · g4 чорний кінь · d3 білий слон · e3 білий пішак · g3 білий пішак · a2 білий пішак · b2 білий пішак · e2 білий кінь · g2 білий король · h2 чорний слон · a1 біла тура · c1 білий слон · d1 білий ферзь · f1 біла тура | a8 чорна тура · c8 чорний слон · f8 чорна тура · g8 чорний король · a7 чорний пішак · b7 чорний пішак · d7 чорний кінь · g7 чорний пішак · h7 чорний пішак · c6 чорний пішак · e6 чорний пішак · d5 чорний пішак · f5 чорний пішак · g5 білий кінь · h5 чорний ферзь · c4 білий пішак · d4 білий пішак · f4 білий пішак · g4 чорний кінь · d3 білий слон · e3 білий пішак · g3 білий пішак · a2 білий пішак · b2 білий пішак · e2 білий кінь · g2 білий король · h2 чорний слон · a1 біла тура · c1 білий слон · d1 білий ферзь · f1 біла тура | a8 чорна тура · c8 чорний слон · f8 чорна тура · g8 чорний король · a7 чорний пішак · b7 чорний пішак · d7 чорний кінь · g7 чорний пішак · h7 чорний пішак · c6 чорний пішак · e6 чорний пішак · d5 чорний пішак · f5 чорний пішак · g5 білий кінь · h5 чорний ферзь · c4 білий пішак · d4 білий пішак · f4 білий пішак · g4 чорний кінь · d3 білий слон · e3 білий пішак · g3 білий пішак · a2 білий пішак · b2 білий пішак · e2 білий кінь · g2 білий король · h2 чорний слон · a1 біла тура · c1 білий слон · d1 білий ферзь · f1 біла тура | a8 чорна тура · c8 чорний слон · f8 чорна тура · g8 чорний король · a7 чорний пішак · b7 чорний пішак · d7 чорний кінь · g7 чорний пішак · h7 чорний пішак · c6 чорний пішак · e6 чорний пішак · d5 чорний пішак · f5 чорний пішак · g5 білий кінь · h5 чорний ферзь · c4 білий пішак · d4 білий пішак · f4 білий пішак · g4 чорний кінь · d3 білий слон · e3 білий пішак · g3 білий пішак · a2 білий пішак · b2 білий пішак · e2 білий кінь · g2 білий король · h2 чорний слон · a1 біла тура · c1 білий слон · d1 білий ферзь · f1 біла тура | 4 |
| 3 | a8 чорна тура · c8 чорний слон · f8 чорна тура · g8 чорний король · a7 чорний пішак · b7 чорний пішак · d7 чорний кінь · g7 чорний пішак · h7 чорний пішак · c6 чорний пішак · e6 чорний пішак · d5 чорний пішак · f5 чорний пішак · g5 білий кінь · h5 чорний ферзь · c4 білий пішак · d4 білий пішак · f4 білий пішак · g4 чорний кінь · d3 білий слон · e3 білий пішак · g3 білий пішак · a2 білий пішак · b2 білий пішак · e2 білий кінь · g2 білий король · h2 чорний слон · a1 біла тура · c1 білий слон · d1 білий ферзь · f1 біла тура | a8 чорна тура · c8 чорний слон · f8 чорна тура · g8 чорний король · a7 чорний пішак · b7 чорний пішак · d7 чорний кінь · g7 чорний пішак · h7 чорний пішак · c6 чорний пішак · e6 чорний пішак · d5 чорний пішак · f5 чорний пішак · g5 білий кінь · h5 чорний ферзь · c4 білий пішак · d4 білий пішак · f4 білий пішак · g4 чорний кінь · d3 білий слон · e3 білий пішак · g3 білий пішак · a2 білий пішак · b2 білий пішак · e2 білий кінь · g2 білий король · h2 чорний слон · a1 біла тура · c1 білий слон · d1 білий ферзь · f1 біла тура | a8 чорна тура · c8 чорний слон · f8 чорна тура · g8 чорний король · a7 чорний пішак · b7 чорний пішак · d7 чорний кінь · g7 чорний пішак · h7 чорний пішак · c6 чорний пішак · e6 чорний пішак · d5 чорний пішак · f5 чорний пішак · g5 білий кінь · h5 чорний ферзь · c4 білий пішак · d4 білий пішак · f4 білий пішак · g4 чорний кінь · d3 білий слон · e3 білий пішак · g3 білий пішак · a2 білий пішак · b2 білий пішак · e2 білий кінь · g2 білий король · h2 чорний слон · a1 біла тура · c1 білий слон · d1 білий ферзь · f1 біла тура | a8 чорна тура · c8 чорний слон · f8 чорна тура · g8 чорний король · a7 чорний пішак · b7 чорний пішак · d7 чорний кінь · g7 чорний пішак · h7 чорний пішак · c6 чорний пішак · e6 чорний пішак · d5 чорний пішак · f5 чорний пішак · g5 білий кінь · h5 чорний ферзь · c4 білий пішак · d4 білий пішак · f4 білий пішак · g4 чорний кінь · d3 білий слон · e3 білий пішак · g3 білий пішак · a2 білий пішак · b2 білий пішак · e2 білий кінь · g2 білий король · h2 чорний слон · a1 біла тура · c1 білий слон · d1 білий ферзь · f1 біла тура | a8 чорна тура · c8 чорний слон · f8 чорна тура · g8 чорний король · a7 чорний пішак · b7 чорний пішак · d7 чорний кінь · g7 чорний пішак · h7 чорний пішак · c6 чорний пішак · e6 чорний пішак · d5 чорний пішак · f5 чорний пішак · g5 білий кінь · h5 чорний ферзь · c4 білий пішак · d4 білий пішак · f4 білий пішак · g4 чорний кінь · d3 білий слон · e3 білий пішак · g3 білий пішак · a2 білий пішак · b2 білий пішак · e2 білий кінь · g2 білий король · h2 чорний слон · a1 біла тура · c1 білий слон · d1 білий ферзь · f1 біла тура | a8 чорна тура · c8 чорний слон · f8 чорна тура · g8 чорний король · a7 чорний пішак · b7 чорний пішак · d7 чорний кінь · g7 чорний пішак · h7 чорний пішак · c6 чорний пішак · e6 чорний пішак · d5 чорний пішак · f5 чорний пішак · g5 білий кінь · h5 чорний ферзь · c4 білий пішак · d4 білий пішак · f4 білий пішак · g4 чорний кінь · d3 білий слон · e3 білий пішак · g3 білий пішак · a2 білий пішак · b2 білий пішак · e2 білий кінь · g2 білий король · h2 чорний слон · a1 біла тура · c1 білий слон · d1 білий ферзь · f1 біла тура | a8 чорна тура · c8 чорний слон · f8 чорна тура · g8 чорний король · a7 чорний пішак · b7 чорний пішак · d7 чорний кінь · g7 чорний пішак · h7 чорний пішак · c6 чорний пішак · e6 чорний пішак · d5 чорний пішак · f5 чорний пішак · g5 білий кінь · h5 чорний ферзь · c4 білий пішак · d4 білий пішак · f4 білий пішак · g4 чорний кінь · d3 білий слон · e3 білий пішак · g3 білий пішак · a2 білий пішак · b2 білий пішак · e2 білий кінь · g2 білий король · h2 чорний слон · a1 біла тура · c1 білий слон · d1 білий ферзь · f1 біла тура | a8 чорна тура · c8 чорний слон · f8 чорна тура · g8 чорний король · a7 чорний пішак · b7 чорний пішак · d7 чорний кінь · g7 чорний пішак · h7 чорний пішак · c6 чорний пішак · e6 чорний пішак · d5 чорний пішак · f5 чорний пішак · g5 білий кінь · h5 чорний ферзь · c4 білий пішак · d4 білий пішак · f4 білий пішак · g4 чорний кінь · d3 білий слон · e3 білий пішак · g3 білий пішак · a2 білий пішак · b2 білий пішак · e2 білий кінь · g2 білий король · h2 чорний слон · a1 біла тура · c1 білий слон · d1 білий ферзь · f1 біла тура | 3 |
| 2 | a8 чорна тура · c8 чорний слон · f8 чорна тура · g8 чорний король · a7 чорний пішак · b7 чорний пішак · d7 чорний кінь · g7 чорний пішак · h7 чорний пішак · c6 чорний пішак · e6 чорний пішак · d5 чорний пішак · f5 чорний пішак · g5 білий кінь · h5 чорний ферзь · c4 білий пішак · d4 білий пішак · f4 білий пішак · g4 чорний кінь · d3 білий слон · e3 білий пішак · g3 білий пішак · a2 білий пішак · b2 білий пішак · e2 білий кінь · g2 білий король · h2 чорний слон · a1 біла тура · c1 білий слон · d1 білий ферзь · f1 біла тура | a8 чорна тура · c8 чорний слон · f8 чорна тура · g8 чорний король · a7 чорний пішак · b7 чорний пішак · d7 чорний кінь · g7 чорний пішак · h7 чорний пішак · c6 чорний пішак · e6 чорний пішак · d5 чорний пішак · f5 чорний пішак · g5 білий кінь · h5 чорний ферзь · c4 білий пішак · d4 білий пішак · f4 білий пішак · g4 чорний кінь · d3 білий слон · e3 білий пішак · g3 білий пішак · a2 білий пішак · b2 білий пішак · e2 білий кінь · g2 білий король · h2 чорний слон · a1 біла тура · c1 білий слон · d1 білий ферзь · f1 біла тура | a8 чорна тура · c8 чорний слон · f8 чорна тура · g8 чорний король · a7 чорний пішак · b7 чорний пішак · d7 чорний кінь · g7 чорний пішак · h7 чорний пішак · c6 чорний пішак · e6 чорний пішак · d5 чорний пішак · f5 чорний пішак · g5 білий кінь · h5 чорний ферзь · c4 білий пішак · d4 білий пішак · f4 білий пішак · g4 чорний кінь · d3 білий слон · e3 білий пішак · g3 білий пішак · a2 білий пішак · b2 білий пішак · e2 білий кінь · g2 білий король · h2 чорний слон · a1 біла тура · c1 білий слон · d1 білий ферзь · f1 біла тура | a8 чорна тура · c8 чорний слон · f8 чорна тура · g8 чорний король · a7 чорний пішак · b7 чорний пішак · d7 чорний кінь · g7 чорний пішак · h7 чорний пішак · c6 чорний пішак · e6 чорний пішак · d5 чорний пішак · f5 чорний пішак · g5 білий кінь · h5 чорний ферзь · c4 білий пішак · d4 білий пішак · f4 білий пішак · g4 чорний кінь · d3 білий слон · e3 білий пішак · g3 білий пішак · a2 білий пішак · b2 білий пішак · e2 білий кінь · g2 білий король · h2 чорний слон · a1 біла тура · c1 білий слон · d1 білий ферзь · f1 біла тура | a8 чорна тура · c8 чорний слон · f8 чорна тура · g8 чорний король · a7 чорний пішак · b7 чорний пішак · d7 чорний кінь · g7 чорний пішак · h7 чорний пішак · c6 чорний пішак · e6 чорний пішак · d5 чорний пішак · f5 чорний пішак · g5 білий кінь · h5 чорний ферзь · c4 білий пішак · d4 білий пішак · f4 білий пішак · g4 чорний кінь · d3 білий слон · e3 білий пішак · g3 білий пішак · a2 білий пішак · b2 білий пішак · e2 білий кінь · g2 білий король · h2 чорний слон · a1 біла тура · c1 білий слон · d1 білий ферзь · f1 біла тура | a8 чорна тура · c8 чорний слон · f8 чорна тура · g8 чорний король · a7 чорний пішак · b7 чорний пішак · d7 чорний кінь · g7 чорний пішак · h7 чорний пішак · c6 чорний пішак · e6 чорний пішак · d5 чорний пішак · f5 чорний пішак · g5 білий кінь · h5 чорний ферзь · c4 білий пішак · d4 білий пішак · f4 білий пішак · g4 чорний кінь · d3 білий слон · e3 білий пішак · g3 білий пішак · a2 білий пішак · b2 білий пішак · e2 білий кінь · g2 білий король · h2 чорний слон · a1 біла тура · c1 білий слон · d1 білий ферзь · f1 біла тура | a8 чорна тура · c8 чорний слон · f8 чорна тура · g8 чорний король · a7 чорний пішак · b7 чорний пішак · d7 чорний кінь · g7 чорний пішак · h7 чорний пішак · c6 чорний пішак · e6 чорний пішак · d5 чорний пішак · f5 чорний пішак · g5 білий кінь · h5 чорний ферзь · c4 білий пішак · d4 білий пішак · f4 білий пішак · g4 чорний кінь · d3 білий слон · e3 білий пішак · g3 білий пішак · a2 білий пішак · b2 білий пішак · e2 білий кінь · g2 білий король · h2 чорний слон · a1 біла тура · c1 білий слон · d1 білий ферзь · f1 біла тура | a8 чорна тура · c8 чорний слон · f8 чорна тура · g8 чорний король · a7 чорний пішак · b7 чорний пішак · d7 чорний кінь · g7 чорний пішак · h7 чорний пішак · c6 чорний пішак · e6 чорний пішак · d5 чорний пішак · f5 чорний пішак · g5 білий кінь · h5 чорний ферзь · c4 білий пішак · d4 білий пішак · f4 білий пішак · g4 чорний кінь · d3 білий слон · e3 білий пішак · g3 білий пішак · a2 білий пішак · b2 білий пішак · e2 білий кінь · g2 білий король · h2 чорний слон · a1 біла тура · c1 білий слон · d1 білий ферзь · f1 біла тура | 2 |
| 1 | a8 чорна тура · c8 чорний слон · f8 чорна тура · g8 чорний король · a7 чорний пішак · b7 чорний пішак · d7 чорний кінь · g7 чорний пішак · h7 чорний пішак · c6 чорний пішак · e6 чорний пішак · d5 чорний пішак · f5 чорний пішак · g5 білий кінь · h5 чорний ферзь · c4 білий пішак · d4 білий пішак · f4 білий пішак · g4 чорний кінь · d3 білий слон · e3 білий пішак · g3 білий пішак · a2 білий пішак · b2 білий пішак · e2 білий кінь · g2 білий король · h2 чорний слон · a1 біла тура · c1 білий слон · d1 білий ферзь · f1 біла тура | a8 чорна тура · c8 чорний слон · f8 чорна тура · g8 чорний король · a7 чорний пішак · b7 чорний пішак · d7 чорний кінь · g7 чорний пішак · h7 чорний пішак · c6 чорний пішак · e6 чорний пішак · d5 чорний пішак · f5 чорний пішак · g5 білий кінь · h5 чорний ферзь · c4 білий пішак · d4 білий пішак · f4 білий пішак · g4 чорний кінь · d3 білий слон · e3 білий пішак · g3 білий пішак · a2 білий пішак · b2 білий пішак · e2 білий кінь · g2 білий король · h2 чорний слон · a1 біла тура · c1 білий слон · d1 білий ферзь · f1 біла тура | a8 чорна тура · c8 чорний слон · f8 чорна тура · g8 чорний король · a7 чорний пішак · b7 чорний пішак · d7 чорний кінь · g7 чорний пішак · h7 чорний пішак · c6 чорний пішак · e6 чорний пішак · d5 чорний пішак · f5 чорний пішак · g5 білий кінь · h5 чорний ферзь · c4 білий пішак · d4 білий пішак · f4 білий пішак · g4 чорний кінь · d3 білий слон · e3 білий пішак · g3 білий пішак · a2 білий пішак · b2 білий пішак · e2 білий кінь · g2 білий король · h2 чорний слон · a1 біла тура · c1 білий слон · d1 білий ферзь · f1 біла тура | a8 чорна тура · c8 чорний слон · f8 чорна тура · g8 чорний король · a7 чорний пішак · b7 чорний пішак · d7 чорний кінь · g7 чорний пішак · h7 чорний пішак · c6 чорний пішак · e6 чорний пішак · d5 чорний пішак · f5 чорний пішак · g5 білий кінь · h5 чорний ферзь · c4 білий пішак · d4 білий пішак · f4 білий пішак · g4 чорний кінь · d3 білий слон · e3 білий пішак · g3 білий пішак · a2 білий пішак · b2 білий пішак · e2 білий кінь · g2 білий король · h2 чорний слон · a1 біла тура · c1 білий слон · d1 білий ферзь · f1 біла тура | a8 чорна тура · c8 чорний слон · f8 чорна тура · g8 чорний король · a7 чорний пішак · b7 чорний пішак · d7 чорний кінь · g7 чорний пішак · h7 чорний пішак · c6 чорний пішак · e6 чорний пішак · d5 чорний пішак · f5 чорний пішак · g5 білий кінь · h5 чорний ферзь · c4 білий пішак · d4 білий пішак · f4 білий пішак · g4 чорний кінь · d3 білий слон · e3 білий пішак · g3 білий пішак · a2 білий пішак · b2 білий пішак · e2 білий кінь · g2 білий король · h2 чорний слон · a1 біла тура · c1 білий слон · d1 білий ферзь · f1 біла тура | a8 чорна тура · c8 чорний слон · f8 чорна тура · g8 чорний король · a7 чорний пішак · b7 чорний пішак · d7 чорний кінь · g7 чорний пішак · h7 чорний пішак · c6 чорний пішак · e6 чорний пішак · d5 чорний пішак · f5 чорний пішак · g5 білий кінь · h5 чорний ферзь · c4 білий пішак · d4 білий пішак · f4 білий пішак · g4 чорний кінь · d3 білий слон · e3 білий пішак · g3 білий пішак · a2 білий пішак · b2 білий пішак · e2 білий кінь · g2 білий король · h2 чорний слон · a1 біла тура · c1 білий слон · d1 білий ферзь · f1 біла тура | a8 чорна тура · c8 чорний слон · f8 чорна тура · g8 чорний король · a7 чорний пішак · b7 чорний пішак · d7 чорний кінь · g7 чорний пішак · h7 чорний пішак · c6 чорний пішак · e6 чорний пішак · d5 чорний пішак · f5 чорний пішак · g5 білий кінь · h5 чорний ферзь · c4 білий пішак · d4 білий пішак · f4 білий пішак · g4 чорний кінь · d3 білий слон · e3 білий пішак · g3 білий пішак · a2 білий пішак · b2 білий пішак · e2 білий кінь · g2 білий король · h2 чорний слон · a1 біла тура · c1 білий слон · d1 білий ферзь · f1 біла тура | a8 чорна тура · c8 чорний слон · f8 чорна тура · g8 чорний король · a7 чорний пішак · b7 чорний пішак · d7 чорний кінь · g7 чорний пішак · h7 чорний пішак · c6 чорний пішак · e6 чорний пішак · d5 чорний пішак · f5 чорний пішак · g5 білий кінь · h5 чорний ферзь · c4 білий пішак · d4 білий пішак · f4 білий пішак · g4 чорний кінь · d3 білий слон · e3 білий пішак · g3 білий пішак · a2 білий пішак · b2 білий пішак · e2 білий кінь · g2 білий король · h2 чорний слон · a1 біла тура · c1 білий слон · d1 білий ферзь · f1 біла тура | 1 |
|   | a | b | c | d | e | f | g | h |   |

13... Сg1!! 14. К:g1
Якщо взяти слона королем, або турою, білі отримують мат, тому взяття конем вимушене.
14... Фh2+ 15. Крf3 e5!!
Під загрозою мату білі мусять робити наступні ходи:
16. de Kd:e5+ 17. fe К:e5+ 18. Крf4 Кg6+ 19. Крf3 f4!!
Вимальовується мат 20…Кe5×.
20. ef Сg4+ 21. Кр:g4 Кe5+! 22. fe h5×

## References
1. 1 2 3  Szwedzka nieśmiertelna [Архівовано 4 березня 2016 у Wayback Machine.] (szachowavistula.pl) (пол.)
2. ↑  Каспаров Г. К., Плисецкий Д. Г. Мои великие предшественники: В 6 т. Т. 4: Фишер и звезды Запада. — Москва: РИПОЛ классик, 2005. — С. 130. — ISBN 5-7905-3317-5 (Великие шахматисты мира)
3. ↑  Chess Notes by Edward Winter – note 3615. Архів оригіналу за 16 жовтня 2014. Процитовано 3 липня 2018.
4. ↑  Архівована копія. Архів оригіналу за 20 липня 2018. Процитовано 3 липня 2018.{{cite web}}:  Обслуговування CS1: Сторінки з текстом «archived copy» як значення параметру title (посилання)
5. ↑  Lissowski Tomasz and Mikhalchishin Adrian. Najdorf: Life and Games. London: Batsford, 2005, p. 60